# Michael Gaismair
Michael Gaismair (auch Michael Gaismayr, * 1490 in Tschöfs bei Sterzing; † 15. April 1532 in Padua) war Bauernführer in Tirol und Salzburg in der Zeit des Deutschen Bauernkriegs.

## Leben
Geboren wurde Michael Gaismair als Sohn eines Bergwerksunternehmers und Landwirts. Er war verheiratet mit Magdalena Gaismair geb. Ganner aus Feldthurns und hatte mit ihr vier Kinder.
Einen bedeutenden Einblick in das spätmittelalterliche Sozialgefüge erhielt er spätestens ab 1518 als Schreiber im Dienste des Tiroler Landeshauptmannes Leonhard von Völs, der auch die Landesprivilegien mit den wohlgehüteten ständischen Freiheiten auf seiner Burg Prösels aufbewahrte. Dieser war auch Vorsitzender des viermal im Jahr tagenden Hofgerichtes in Bozen und ein unnachgiebiger Verteidiger adeliger Vorrechte.
Gaismair arbeitete zunächst als Schreiber in Bergbau und Landesverwaltung. Als Verfasser von Briefen und Urkunden, aber auch zuständig für Vertragsverhandlungen, erhielt Gaismair einen umfassenden Einblick in den Rechtsalltag und das politische Geschehen. Er wurde zum Hauptmann berufen, der auch für Söldneranwerbungen zuständig war. 1524 quittierte er die Dienste des Leonhard von Völs und trat als Sekretär in die Dienste des Fürstbischofs Sebastian Sprenz von Brixen.
Als der seit Monaten wegen Widerstands gegen die willkürliche Bischofsherrschaft gefangen gehaltene Peter Paßler am Domplatz in Brixen am 9. Mai 1525 hingerichtet werden sollte, kam es zu einer Revolte. Ein bewaffneter Haufen befreite Päßler. Am nächsten Abend fiel auch der Bischofssitz nach der Flucht der bischöflichen Beamten in die Hände der Aufständischen. Eine aufgefundene bischöfliche Schatztruhe wurde beschlagnahmt und für die Söldnerbezahlung und zur Versorgung von Armen verwendet. Gaismair wurde zum obersten Feldhauptmann gewählt und trug am 14. Mai vor der Schmiede in Neustift, wo radikale Aufständische das Kloster geplündert hatten, in 30 Artikel eine Liste von Beschwerden und Forderungen des Volkes vor.
Darin fanden sich in Anlehnung an das Evangelium die „Gleichheit aller Kinder Christi“ die Einsetzung der Pfarrer durch die ganze Gemeinde, die Mitbestimmung bei Richter- und Beamtenbestellungen sowie die Beseitigung der weltlichen Macht der Kirche und die Verweigerung von weiteren Abgaben an den Adel.
Nachdem Gaismair am 13. Mai zum Feldobristen der aufständischen Bauern gewählt worden war, kamen sie im Juni in Meran zusammen und verabschiedeten 64 Artikel, die weitgehend von der deutschen Reformation beeinflusst waren. Er erreichte damit eine Einberufung des Tiroler Landtags in Innsbruck im Juni 1525. Dort forderte er vom Tiroler Regenten Erzherzog Ferdinand I. unter anderem:
- Gleichheit vor dem Gesetz und die Erstellung eines Gesetzbuches
- Abbau von Privilegien der Adligen
- Wahl der Richter und eine Besoldung, die sie von Strafeinnahmen unabhängig macht
- Abschaffung der weltlichen Macht der Kirche
- Wahl der Pfarrer durch das Volk
- Abgaben an die Kirche nur für soziale Einrichtungen

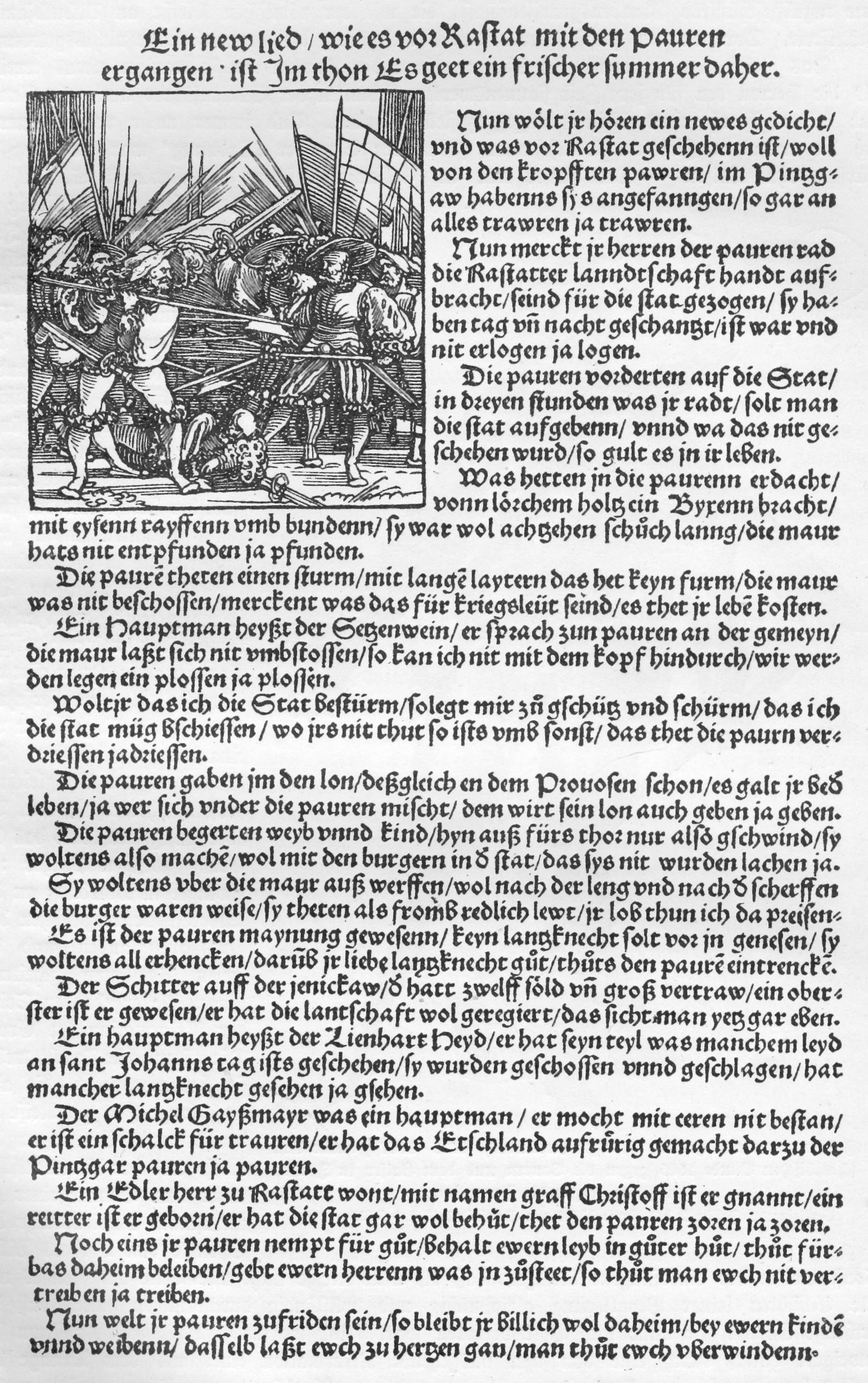
Flugblatt mit Spottlied gegen die aufständischen Bauern vor Radstadt

Zwar endete der Landtag mit einem Kompromiss, doch im August 1525 ließ Ferdinand I. Gaismair in Innsbruck festnehmen, machte seine Zusagen rückgängig und ging mit Söldnern gegen die aufständischen Bauern vor.
Nach mehreren Wochen in Gefangenschaft gelang Gaismair in der Nacht zum 7. Oktober 1525 die Flucht. Er setzte sich in die Schweiz ab und nahm Kontakt mit dem Reformator Ulrich Zwingli auf, mit dem Plan einer demokratischen Neuordnung Tirols und Salzburgs am Beispiel Graubündens und der Republik Venedig. Unter anderem infolge der enttäuschenden Erfahrungen der Landtagsverhandlungen und dem Vorgehen Ferdinands entwickelte sich Gaismair vom Reformer (im Sommer 1525) zum Sozialrebell und Revolutionär (1526), so Jürgen Bücking. In seinem Entwurf einer neuen Tiroler Landesordnung vom 9. Mai 1526 konzipierte Gaismair einen egalitären, christlich-demokratischen Knappen- und Bauernstaat.
Er sammelte erneut Getreue um sich und intervenierte im Frühjahr 1526 im Aufstand der Bauern in Salzburg, indem er mit seiner Truppe die Belagerung von Radstadt unterstützte. Zwar bestritten Gaismair und die Aufständischen im Mai und Juni erfolgreiche Gefechte gegen heranrückende Entsatztruppen für Radstadt, schließlich musste er aber am 2. Juli 1526 die Belagerung aufheben und wieder abziehen, nachdem zuvor ein bisher erfolgreich agierendes zweites Bauernheer bei Zell am See schwer geschlagen worden war. Auf diese Weise vermied es Gaismair von den bei Zell am See siegreichen Truppen des Schwäbischen Bundes und der Habsburger und jenen habsburgischen Einheiten, die sich in der Steiermark sammelten, in die Zange genommen und vor Radstadt vernichtet zu werden.
Gaismair und die ihn begleitenden Kämpfer sowie deren Familienangehörige setzten sich über Osttirol nach Venetien ab und traten schließlich als geschlossener Kampfverband in die Dienste der Republik Venedig über. Als venezianischer Kriegsunternehmer bzw. Söldnerführer (Condottiere) war Gaismair mit seinen Streitern in der Folgezeit in die langwierigen Italienischen Kriege involviert. Seine Pläne, in Tirol doch noch einen erfolgreichen Umsturz herbeizuführen, gab Gaismair dennoch nicht auf. In den folgenden Jahren versuchte er mehrmals, von Graubünden, der Toskana und der Republik Venedig aus erneut Aufstände in Tirol anzuzetteln. Als Venedig aber 1529 Frieden mit den Habsburgern schloss und an einer Unterstützung von Gaismairs Aufstandsplänen keinerlei Interesse mehr zeigte, zog dieser sich endgültig auf ein Landgut in Padua zurück, das er zuvor gekauft hatte.
Nach mehreren fehlgeschlagenen Attentaten wurde Gaismair am Morgen des 15. April 1532 auf den Stufen der Freitreppe seines Anwesens oder in dessen Pferdestall (die Quellen differieren hinsichtlich des Ortes) am Prato della Valle (heute Hausnummer 21; ehemaliger Casinetto Palla Strozzi, heute Palazzo Fiocco) in Padua von einem ihm bekannten Pferdehändler und zwei gedungenen Mördern, die ihn begleiteten, durch insgesamt 42 Messerstiche ermordet. Nachdem die Mörder noch Gaismairs Knecht, der seinem Herrn zu Hilfe kommen wollte, und einen Künstler, der ebenfalls in seinem Haus wohnte, getötet und seine Goldkette und seinen silbernen Dolch an sich gerissen hatten, verschwanden sie. Die Behörden Paduas zeigten keinerlei Interesse an einer Fahndung nach den Mördern oder einer Aufklärung des Mordes, was wohl auch daran lag, dass Gaismair jener Fraktion im venezianischen Machtbereich, die für eine Verständigung mit den Habsburgern eintrat, ein Dorn im Auge war.
Den Mördern, zwei Landsknechten aus dem bei Neapel stehenden kaiserlich-habsburgischen Heer, blieb die für Gaismairs Ergreifung oder Ermordung ausgesetzte Belohnung letztlich aber versagt. Als sie beim Innsbrucker Hofrat den Lohn für ihre Tat forderten, verweigerte dieser die Bezahlung mit dem kuriosen Hinweis, dass sie nur aus Geldgier nicht aber aus Vaterlandsliebe gehandelt hätten. Selbst der Landesfürst, Erzherzog Ferdinand, der ein großes Interesse an Gaismairs Beseitigung hatte und für die Auszahlung des Blutgeldes eintrat, konnte sich gegenüber dem Hofrat nicht durchsetzen, sodass den Mördern der Lohn für die Bluttat versagt blieb.

## Historische Betrachtung

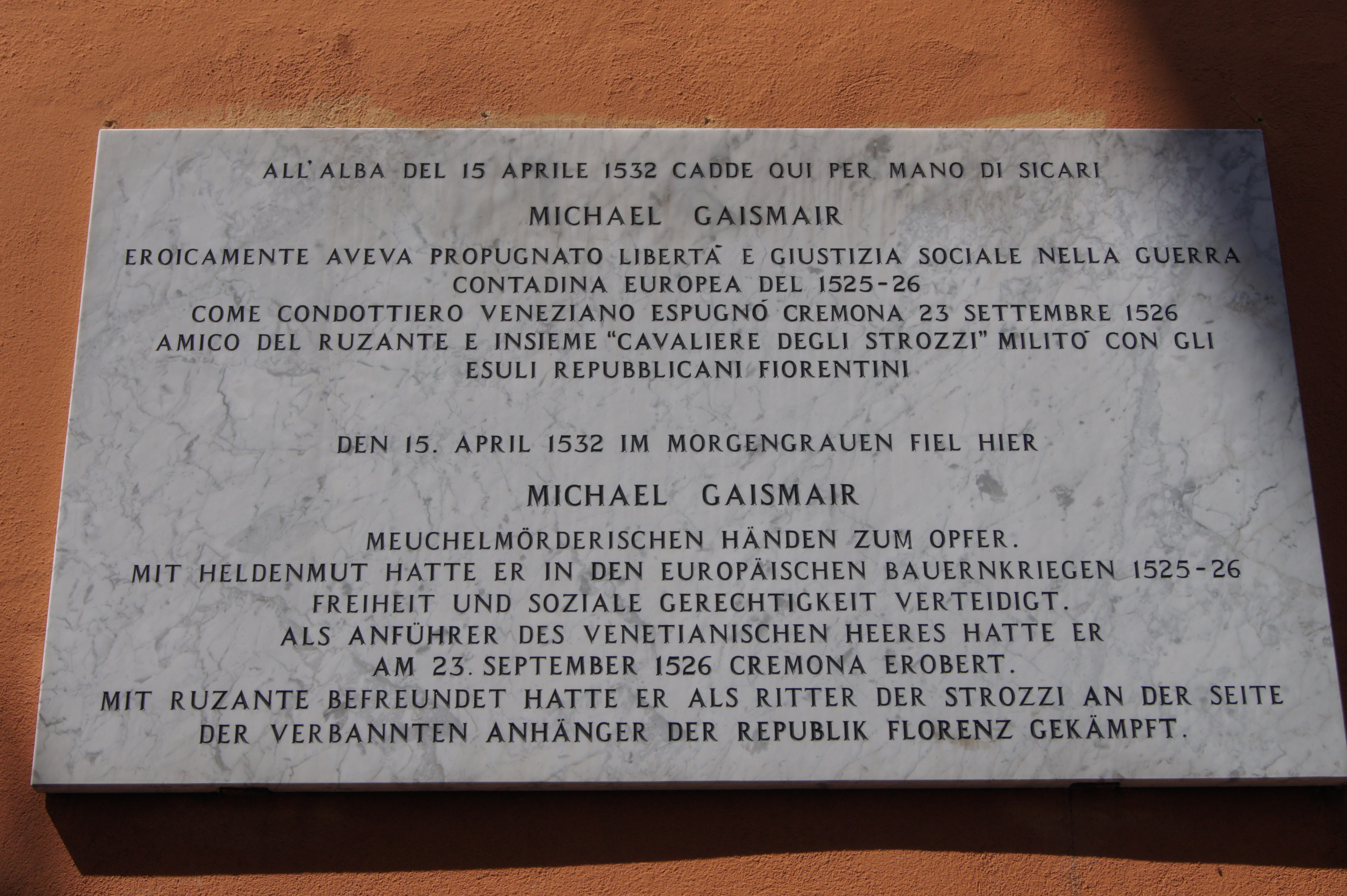
Plakette in Erinnerung an Michael Gaismair in Padua

Wegen seines Kampfes gegen herrschende Monarchie und Kirche wurde Gaismair von der Geschichtsschreibung seiner Zeit weitgehend ignoriert. Jahrhunderte später instrumentalisierten die Nationalsozialisten seine Geschichte für ihre Zwecke und zwar aufgrund Gaismairs Kampf gegen den vermeintlichen Juden Graf Salamanca, Berater von Ferdinand I. Mittlerweile ist nachgewiesen, dass Graf Salamanca kein religiöser Jude war, bereits in seiner Kindheit war die Familie zum Katholizismus konvertiert.
Die marxistische Forschung bezeichnet Gaismair als Frühsozialisten, vor allem in Friedrich Engels’ Werk Der deutsche Bauernkrieg. Seit den 1950er Jahren wurde versucht, seine Geschichte objektiver zu beleuchten, in Folge wurde 1976 die Michael-Gaismair-Gesellschaft gegründet.
Besondere Verdienste um die Erforschung des Wirkens Gaismairs erwarb sich der tschechische Historiker Josef Macek. 1965 erschien sein Werk Der Tiroler Bauernkrieg und Michael Gaismair, 1988 die österreichische Kurzfassung dieses Werkes Michael Gaismair. Vergessener Held des Tiroler Bauernkrieges.
Aldo Stella trug als erster 1984 die These vor, bei dem Mord an Gaismair habe es sich um ein Staatsdelikt der Republik Venedig gehandelt, der Gaismair lästig geworden sei und die Maßnahmen zu seinem Schutz unterlassen habe. Doch er selbst verwarf diese Annahme im Jahr 1999.
Bereits 1899 widmete sich der heimatverbundene Autor Franz Kranewitter der Tiroler Vergangenheit: Das Drama über Michael Gaismair unter dem Titel Michel Gaissmayr entstand. Im Sommer 2001 wurde anlässlich der Tiroler Volksschauspiele in Telfs ein vom österreichischen Autor Felix Mitterer geschriebenes Stück über den Aufstieg und Fall Gaismairs uraufgeführt.
In Bregenz am Bodensee gibt es in der Südtirolersiedlung eine Gedenkstätte.
Im Jahr 1930 wurde in Wien-Favoriten (10. Bezirk) die Gaißmayrgasse nach ihm benannt, ebenso in Bozen in den 1970er-Jahren eine Michael-Gaismair-Straße im Stadtviertel Gries-Quirein. Auch in Innsbruck gibt es eine Straße und eine Volksschule, die nach ihm benannt wurden. Die Piazzetta Gaismayr befindet sich in der Trientner Altstadt.